# راي هسو
راي هسو هو شاعر كندي، ولد في 1978 في كندا.